# Congreso de Educación y Desarrollo Económico
El primer Conede, Congreso de Educación y Desarrollo Económico sucederá el 30 de junio de 2015 y se realizará cada año para fomentar el debate en Argentina.

## Orígenes
Los organizadores de Conede buscan fomentar el diálogo entre las instituciones de educación y el sistema productivo del país para así producir desarrollo y progreso.
El encuentro persigue el anhelo de abonar un debate público preguntando de qué manera fortalecer las capacidades y competencias de los trabajadores de Argentina para ser competitivos e insertados en el mundo.
El congreso busca entender cómo preparar a los estudiantes de hoy para trabajos futuros.

## Desarrollo
El evento dura un día entero y será anual.